# 강수일
강수일(한국 한자: 姜修一, 1987년 7월 15일 ~ )은 대한민국의 축구 선수로 현재 K리그2의 안산 그리너스에서 공격수로 활동 중이며 본관은 서울이다.

## 유소년 시절
주한 미군으로 한국에서 살았던 아프리카계 미국인 아버지와 한국인 어머니 사이에서 태어난 혼혈인으로 태어나 어린시절 남들과 다른 피부색으로 인해 깜둥이라며 놀림을 받았고 이후 그런이들과 자주 싸움이 일어났다. 초등학교 4학년 때 옆 학교와 싸움을 하다가 축구를 시작하게 되었다. 유년시절 혼자 홀연히 떠나 아버지로 인해 어려서부터 어머니 혼자 강수일 선수를 키웠고 그러다 허리를 다치게 되어 강수일 선수는 20살 때 집안의 가장이 되었다.
그러다 한인 혼혈 출신 미국 프로풋볼리그의 스타 하인스 워드가 방한했을 때 그를 보고 자신도 최고 선수가 되고, 돈을 많이 벌어 어머니를 편하게 모시겠다고 생각하며 동두천에서 인천까지 왕복 6시간을 기차와 전철을 갈아타며 축구에 매진했다.

## 클럽 경력

### 인천 유나이티드
결국 입단 테스트를 통과하여 2007 K리그 드래프트에서 번외지명으로 선택되어 2007년 인천 유나이티드에 입단했으며 주로 2군에서 선수 생활을 이어갔다. 2008년 K리그의 2군 리그인 R리그에서 최우수 선수로 선정되어 이름을 알리기 시작했으며 2009년 4월 26일 K리그 7라운드 경남 FC와의 원정경기에 교체 출장하여 득점을 기록, 프로 데뷔 골 겸 K리그 첫 골을 기록하였다. 또한 같은 해 5월 2일 있었던 8라운드 대구 FC와의 홈경기에서도 교체 출장하여 후반 역전골을 넣었고, 5월 5일 피스컵 코리아 강원 FC와의 홈경기에서는 선발 출장하여 팀이 1-1로 비기고 있는 상황에서 역전골을 득점, 1군 경기 3연속 득점을 이루어냈다. 하지만 이후 리그 후반기 전북 현대 모터스전에서 혼자 8개의 슈팅을 하고도 득점을 하지 못했고, 6강 플레이오프 성남 일화 천마전에서는 연장전 후반 결정적인 골 찬스를 놓치는 등 골 결정력이 부족한 모습을 보였다.
2010년에도 리그 21경기에 나서 두 골을 기록하는 등 준수한 모습을 보였다. 그러나 2010년 11월 2일, 동료 이세주와 함께 음주 후 행인과 시비가 붙어 물의를 일으켰으며, 이로 인해 두 선수 모두 소속팀 인천 유나이티드에서 임의탈퇴를 당하여 남은 2010시즌에 출전하지 못했다.

### 제주 유나이티드
2011년 제주 유나이티드로 이적하며 인천에서 받았던 임의탈퇴 징계가 해제되었다. 제주에서의 첫 시즌에는 리그 24경기에 출전하여 3골을 성공시켰다. 2012년 8월 19일 전북 현대 모터스와의 경기에서 선제골과 역전골을 성공시키는 활약으로 팀의 승리를 이끄는 듯했지만 막판에 마르케스의 수비 실수로 인해 오프사이드 트랩이 붕괴되어 다시 동점골을 허용하면서 3-3 무승부로 경기가 끝나고 말았다. 2013시즌에는 8월 18일 대구 FC와의 경기에서 시즌 마수걸이 골을 성공했다. 하지만 팀은 황순민에게 실점을 허용하며 1-1 무승부를 기록했다.

### 포항 스틸러스
주전 공격수이던 조찬호가 십자인대 파열로 시즌 아웃에 가까운 판정을 받아 공격수를 찾던 포항 스틸러스의 러브콜을 받고 2014년 3월 26일 임대 이적하였다. 4월 9일 경남 FC를 상대로 포항에서의 데뷔골을 기록하였다. FA컵 16강전 FC 서울과의 경기에서는 연장 종료 직전 동점골을 터트려 경기를 승부차기까지 이끌기도 했다. 정규리그 29경기에 나서 6골 3도움을 기록하는 등, 만년 유망주에서 벗어나 성공적인 한 해를 보냈다.

### 제주 유나이티드
포항에서의 임대 생활을 마치고 2015 시즌을 앞두고 제주로 복귀하였고, 5월 23일 전남과의 홈경기에서 멀티골을 기록하는 등 준수한 활약을 보였다.
2015년 8월 24일 음주운전을 하다 좌회전하는 차량의 운전석 부분을 들이받았다. 강수일은 처음에 자신의 운전사실을 숨기고 사고 당시 동승했던 고교 동창이 운전하다 사고를 낸 것처럼 꾸몄으나 이를 의심하던 경찰의 계속된 추궁에 음주운전 사실을 시인했다. 혈중알코올농도는 면허취소 수치인 0.110%로 알려졌다. 이에 경찰은 강수일을 교통사고특례법 및 도로교통법 위반 혐의로 불구속 입건을 결정하였고, 8월 25일 소속팀인 제주 유나이티드에서는 구단의 명예를 실추시켰다고 판단하여 임의탈퇴를 결정했다.
2017년 5월 4일 제주 유나이티드 동의없이 J리그 디비전 2 더스파구사쓰 군마로 이적했다.

## 국가대표팀 경력
2014년 12월 4일 발표된 2015 AFC 아시안컵 대비 국가대표팀 국내 전지훈련 명단에 포함되었다.
2015년 6월 1일 발표된 아랍에미리트와의 친선 경기 및 러시아 월드컵 2차 예선 미얀마와의 경기에 나설 대표팀 명단에 포함되었다. 11일 아랍에미리트와의 경기를 앞두고 이전 한국프로축구연맹이 K리그 경기에서 실시했던 도핑 테스트에서 스테로이드의 일종인 메틸테스토스테론이 검출되었던 것이 확인되어 대표팀에서 제외되었다. 강수일은 샘플 채취 당시 "콧수염이 나지 않아 지인이 준 발모제를 발랐었다."라고 밝혔다.